# Синдром Хилаидити
Хилаидити синдром — нетипичное расположение печеночного угла толстой кишки между печенью и диафрагмой.

## Виды
С постоянной фиксацией (фиксация спайками) и перемежающийся.

## Клинические проявления
Чувство тяжести и боли в правом подреберье, запоры, частичная и даже полная кишечная непроходимость, уменьшение высоты печеночной тупости (если кишка содержит газ). Печеночная тупость может уменьшаться (или отсутствовать) также при эмфиземе легких, атрофическом циррозе печени и перфорации желудочно-кишечного тракта.

## Диагностика
Выявляется при абдоминальном рентгене, рентгене груди. Хорошо помогает в диагностике компьютерная томография.
Синдром затрудняет УЗИ диагностику органов брюшной полости. При данном синдроме через УЗИ плохо просматривается и диагностируется печень, желчные пути и поджелудочная железа.

## Причины
Выявляется у пациентов которые имеют нетипичную длинную и мобильную толстую кишку, а также у пациентов с хроническими заболеваниями, такими как эмфизема или цирроз печени.

## Эпидемиология
Выявляется у 0,1—1 % пациентов при абдоминальном рентгене.

## История названия
Название произошло от имени греческого рентгенолога Димитриоса Хилаидити (Dimitrios Chilaiditi), который впервые выявил и описал данный синдром в Вене в 1910 году.